# Přehled seniorských mistrů Česka v zápase
Přehled seniorských mistrů Česka v zápase je seznam  mistrů České republiky v řecko–římském zápase v období 1993–2015 a ve volném stylu muži a ženy v období 1993–2019.

## Zápas řecko-římský muži

### 1993
Mistrovství se konalo v Chomutově.
| Kategorie | Vítěz            | Oddíl               |
| --------- | ---------------- | ------------------- |
| 48 kg     | Roman Karger     | TAK Hellas Brno     |
| 52 kg     | Ladislav Březina | ASK Valzap Chomutov |
| 57 kg     | Radek Hemelík    | ASK Valzap Chomutov |
| 62 kg     | Patrik Neckář    | Baník Ostrava OKD   |
| 68 kg     | Tomáš Tobola     | PSK Olymp Praha     |
| 74 kg     | Jaroslav Zeman   | PSK Olymp Praha     |
| 82 kg     | Pavel Frinta     | PSK Olymp Praha     |
| 90 kg     | Marek Švec       | Domino Praha        |
| 100 kg    | Zdeněk Kocman    | Domino Praha        |
| 130 kg    | Pavel Gruber     | ASK Valzap Chomutov |

### 1994
Mistrovství se konalo v Ostravě.
| Kategorie | Vítěz            | Oddíl                   |
| --------- | ---------------- | ----------------------- |
| 48 kg     | Tomáš Gomolák    | Spartak Chrastava       |
| 52 kg     | Ladislav Březina | ASK Valzap Chomutov     |
| 57 kg     | Radek Hemelík    | ASK Valzap Chomutov     |
| 62 kg     | Jan Durec        | Sokol Varnsdorf         |
| 68 kg     | Tomáš Tobola     | PSK Olymp Praha         |
| 74 kg     | Ivan Summer      | Glaverbel Czech Teplice |
| 82 kg     | Pavel Frinta     | Domino Praha            |
| 90 kg     | Filip Soukup     | PSK Olymp Praha         |
| 100 kg    | Zdeněk Kocman    | ASK Valzap Chomutov     |
| 130 kg    | Pavel Gruber     | ASK Valzap Chomutov     |

### 1995
Mistrovství se konalo v Chomutově.
| Kategorie | Vítěz            | Oddíl               |
| --------- | ---------------- | ------------------- |
| 48 kg     | Miroslav Zikmund | ASK Valzap Chomutov |
| 52 kg     | Josef Hejda      | Baník Ostrava OKD   |
| 57 kg     | Petr Švehla      | Slovan Hodonín      |
| 62 kg     | Jan Durec        | PSK Olymp Praha     |
| 68 kg     | Vahal Gapavn     | Domino Praha        |
| 74 kg     | Petr Soukup      | PSK Olymp Praha     |
| 82 kg     | Daniel Havlík    | Baník Ostrava OKD   |
| 90 kg     | Marek Švec       | Domino Praha        |
| 100 kg    | Petr Frinta      | PSK Olymp Praha     |
| 130 kg    | Zdeněk Kocman    | ASK Valzap Chomutov |

### 1996
Mistrovství se konalo v Krmelíně.
| Kategorie | Vítěz              | Oddíl               |
| --------- | ------------------ | ------------------- |
| 52 kg     | Josef Hejda        | Baník Ostrava OKD   |
| 57 kg     | Petr Švehla        | Slovan Hodonín      |
| 62 kg     | Jan Durec          | PSK Olymp Praha     |
| 68 kg     | Petr Bielesz       | ASK Valzap Chomutov |
| 74 kg     | Anatolij Moskvitin | Nelson Chomutov     |
| 82 kg     | Daniel Havlík      | Baník Ostrava OKD   |
| 90 kg     | Marek Švec         | PSK Olymp Praha     |
| 100 kg    | Petr Frinta        | PSK Olymp Praha     |
| 130 kg    | David Vála         | PSK Olymp Praha     |

### 1997
Mistrovství se konalo v Chomutově.
| Kategorie | Vítěz              | Oddíl                   |
| --------- | ------------------ | ----------------------- |
| 54 kg     | Jan Hocko          | Jiskra Havl. Brod       |
| 58 kg     | Radek Hemelík      | Glaverbel Czech Teplice |
| 63 kg     | Jan Durec          | PSK Olymp Praha         |
| 69 kg     | Robert Mazouch     | PSK Olymp Praha         |
| 76 kg     | Anatolij Moskvitin | Nelson Chomutov         |
| 85 kg     | Filip Soukup       | ASK Valzap Chomutov     |
| 97 kg     | Marek Švec         | PSK Olymp Praha         |
| 130 kg    | David Vála         | PSK Olymp Praha         |

### 1998
Mistrovství se konalo v Chomutově.
| Kategorie | Vítěz              | Oddíl               |
| --------- | ------------------ | ------------------- |
| 54 kg     | Jan Hocko          | PSK Olymp Praha     |
| 58 kg     | Petr Švehla        | ASK Valzap Chomutov |
| 63 kg     | Jan Durec          | PSK Olymp Praha     |
| 69 kg     | Petr Bielesz       | ASK Valzap Chomutov |
| 76 kg     | Anatolij Moskvitin | Nelson Chomutov     |
| 85 kg     | Pavel Frinta       | Sokol Hostivař      |
| 97 kg     | Marek Švec         | Sokol Hostivař      |
| 130 kg    | David Vála         | PSK Olymp Praha     |

### 1999
Mistrovství se konalo v Plzni.
| Kategorie | Vítěz           | Oddíl                   |
| --------- | --------------- | ----------------------- |
| 54 kg     | Petr Pergler    | Glaverbel Czech Teplice |
| 58 kg     | Radek Hemelík   | ASK Valzap Chomutov     |
| 63 kg     | Petr Švehla     | PSK Olymp Praha         |
| 69 kg     | Tomáš Tobola    | Sokol Hostivař          |
| 76 kg     | Robert Mrkvička | Jiskra Hav. Brod        |
| 85 kg     | Pavel Frinta    | Sokol Hostivař          |
| 97 kg     | Marek Švec      | Sokol Hostivař          |
| 130 kg    | Zdeněk Kocman   | ASK Valzap Chomutov     |

### 2000
Mistrovství se konalo v Havlíčkově Brodu.
| Kategorie | Vítěz        | Oddíl                   |
| --------- | ------------ | ----------------------- |
| 54 kg     | Petr Pergler | Glaverbel Czech Teplice |
| 58 kg     | Jan Hocko    | PSK Olymp Praha         |
| 63 kg     | Petr Švehla  | PSK Olymp Praha         |
| 69 kg     | Tomáš Tobola | PSK Olymp Praha         |
| 76 kg     | Ondřej Jaroš | PSK Olymp Praha         |
| 85 kg     | Filip Soukup | Sokol I Plzeň           |
| 97 kg     | Marek Švec   | Sokol Hostivař          |
| 130 kg    | David Vála   | PSK Olymp Praha         |

### 2001
Mistrovství se konalo v Teplicích.
| Kategorie | Vítěz        | Oddíl                   |
| --------- | ------------ | ----------------------- |
| 54 kg     | Petr Pergler | Glaverbel Czech Teplice |
| 58 kg     | Petr Klikoš  | PSK Olymp Praha         |
| 63 kg     | Petr Švehla  | PSK Olymp Praha         |
| 69 kg     | Michal Bláha | Jiskra Havl. Brod       |
| 76 kg     | Petr Bielesz | TŽ Třinec               |
| 85 kg     | Filip Soukup | Sokol I Plzeň           |
| 97 kg     | Marek Švec   | Sokol Hostivař          |
| 130 kg    | David Vála   | PSK Olymp Praha         |

### 2002
Mistrovství se konalo v Teplicích.
| Kategorie | Vítěz        | Oddíl                   |
| --------- | ------------ | ----------------------- |
| 54 kg     | Petr Pergler | Glaverbel Czech Teplice |
| 60 kg     | Jan Hocko    | PSK Olymp Praha         |
| 66 kg     | Michal Bláha | Jiskra Havl. Brod       |
| 74 kg     | Ondřej Jaroš | PSK Olymp Praha         |
| 84 kg     | Filip Soukup | Sokol I Plzeň           |
| 96 kg     | Jiří Matýsek | PSK Olymp Praha         |
| 120 kg    | David Vála   | PSK Olymp Praha         |

### 2003
Mistrovství se konalo v Ostravě
| Kategorie | Vítěz        | Oddíl                   |
| --------- | ------------ | ----------------------- |
| 54 kg     | Petr Pergler | Glaverbel Czech Teplice |
| 60 kg     | Jan Hocko    | PSK Olymp Praha         |
| 66 kg     | Michal Bláha | PSK Olymp Praha         |
| 74 kg     | Petr Bielesz | TŽ Třinec               |
| 84 kg     | Filip Soukup | Sokol I Plzeň           |
| 96 kg     | Marek Švec   | PSK Olymp Praha         |
| 120 kg    | David Vála   | PSK Olymp Praha         |

### 2004
Mistrovství se konalo v Plzni.
| Kategorie | Vítěz         | Oddíl                     |
| --------- | ------------- | ------------------------- |
| 55 kg     | Jakub Janeček | SVA Holýšov               |
| 60 kg     | Ondřej Ulip   | Jiskra Havl. Brod         |
| 66 kg     | Michal Bláha  | PSK Olymp Praha           |
| 74 kg     | Petr Bielesz  | TŽ Třinec                 |
| 84 kg     | Viktor Púčala | Jiskra Havl. Brod         |
| 96 kg     | Jiří Matýsek  | PSK Olymp Praha           |
| 120 kg    | Petr Bystroň  | Sokol Moravská Ostrava II |

### 2005
Mistrovství se konalo v Ostravě.
| Kategorie | Vítěz            | Oddíl                     |
| --------- | ---------------- | ------------------------- |
| 55 kg     | Jiří Milichovský | Jiskra Havl. Brod         |
| 60 kg     | Jan Hocko        | PSK Olymp Praha           |
| 66 kg     | Tomáš Sobecký    | PSK Olymp Praha           |
| 74 kg     | Ondřej Jaroš     | PSK Olymp Praha           |
| 84 kg     | Viktor Púčala    | Jiskra Havl. Brod         |
| 96 kg     | Petr Bystroň     | Sokol Moravská Ostrava II |
| 120 kg    | David Vála       | PSK Olymp Praha           |

### 2006
Mistrovství se konalo v Ostravě.
| Kategorie | Vítěz             | Oddíl               |
| --------- | ----------------- | ------------------- |
| 55 kg     | Václav Hejčík     | Sokol I Prostějov   |
| 60 kg     | Jan Hocko         | PSK Olymp Praha     |
| 66 kg     | Karel Hanák       | PSK Olymp Praha     |
| 74 kg     | Michal Bláha      | PSK Olymp Praha     |
| 84 kg     | Vojtěch Kukla     | ASK Valzap Chomutov |
| 96 kg     | Vojtěch Kačmarčík | PSK Olymp Praha     |
| 120 kg    | Marek Švec        | PSK Olymp Praha     |

### 2007
Mistrovství se konalo v Praze.
| Kategorie | Vítěz            | Oddíl               |
| --------- | ---------------- | ------------------- |
| 55 kg     | Jiří Milichovský | Jiskra Havl. Brod   |
| 60 kg     | Jan Chalupský    | Jiskra Havl. Brod   |
| 66 kg     | Karel Zalaba     | ASK Valzap Chomutov |
| 74 kg     | Bohumil Domkář   | Jiskra Havl. Brod   |
| 84 kg     | Filip Soukup     | Sokol I Plzeň       |
| 96 kg     | Marek Švec       | PSK Olymp Praha     |
| 120 kg    | David Vála       | PSK Olymp Praha     |

### 2008
Mistrovství se konalo v Chomutově.
| Kategorie | Vítěz            | Oddíl               |
| --------- | ---------------- | ------------------- |
| 55 kg     | Jiří Milichovský | Jiskra Havl. Brod   |
| 60 kg     | Michal Novák     | Jiskra Havl. Brod   |
| 66 kg     | Tomáš Sobecký    | PSK Olymp Praha     |
| 74 kg     | Petr Novák       | Jiskra Havl. Brod   |
| 84 kg     | Vojtěch Kukla    | ASK Valzap Chomutov |
| 96 kg     | Marek Švec       | PSK Olymp Praha     |
| 120 kg    | David Vála       | PSK Olymp Praha     |

### 2009
Mistrovství se konalo v Havlíčkově Brodu.
| Kategorie | Vítěz         | Oddíl               |
| --------- | ------------- | ------------------- |
| 55 kg     | Václav Hejčík | Sokol I Prostějov   |
| 60 kg     | Michal Novák  | Jiskra Havl. Brod   |
| 66 kg     | Filip Dubský  | Sokol Plzeň I       |
| 74 kg     | Petr Novák    | Jiskra Havl. Brod   |
| 84 kg     | Vojtěch Kukla | ASK Valzap Chomutov |
| 96 kg     | David Vála    | PSK Olymp Praha     |
| 120 kg    | Marek Švec    | PSK Olymp Praha     |

### 2010
Mistrovství se konalo v Prostějově.
| Kategorie | Vítěz            | Oddíl               |
| --------- | ---------------- | ------------------- |
| 55 kg     | Jiří Milichovský | Jiskra Havl. Brod   |
| 60 kg     | Ondřej Ulip      | Jiskra Havl. Brod   |
| 66 kg     | Michal Novák     | Jiskra Havl. Brod   |
| 74 kg     | Tomáš Sobecký    | PSK Olymp Praha     |
| 84 kg     | Artur Omarov     | ASK Valzap Chomutov |
| 96 kg     | Viktor Púčala    | Jiskra Havl. Brod   |
| 120 kg    | Marek Švec       | PSK Olymp Praha     |

### 2011
Mistrovství se konalo v Havlíčkově Brodu.
| Kategorie | Vítěz         | Oddíl               |
| --------- | ------------- | ------------------- |
| 55 kg     | Tomáš Zelenka | Jiskra Havl. Brod   |
| 60 kg     | Michal Novák  | Jiskra Havl. Brod   |
| 66 kg     | Ondřej Ulip   | Jiskra Havl. Brod   |
| 74 kg     | Tomáš Sobecký | PSK Olymp Praha     |
| 84 kg     | Artur Omarov  | ASK Valzap Chomutov |
| 96 kg     | David Vála    | PSK Olymp Praha     |
| 120 kg    | Marek Švec    | PSK Olymp Praha     |

### 2012
Mistrovství se konalo v Třinci.
| Kategorie | Vítěz            | Oddíl                    |
| --------- | ---------------- | ------------------------ |
| 55 kg     | Petr Zachariáš   | Jiskra Havl. Brod        |
| 60 kg     | Jan Hocko        | PSK Olymp Praha          |
| 66 kg     | Ondřej Ulip      | Jiskra Havl. Brod        |
| 74 kg     | Tomáš Sobecký    | PSK Olymp Praha          |
| 84 kg     | Luděk Konvičný   | Czech Wrestling Chomutov |
| 96 kg     | Miroslav Švec    | Jiskra Havl. Brod        |
| 120 kg    | Andreas Hadwiger | Jiskra Havl. Brod        |

### 2013
Mistrovství se konalo v Havlíčkově Brodu.
| Kategorie | Vítěz             | Oddíl                    |
| --------- | ----------------- | ------------------------ |
| 55 kg     | Libor Milichovský | Jiskra Havl. Brod        |
| 60 kg     | Petr Zachariáš    | Jiskra Havl. Brod        |
| 66 kg     | Marcel Morbitzer  | Lokomotiva Krnov         |
| 74 kg     | Pavel Powada      | TŽ Třinec                |
| 84 kg     | Petr Novák        | Jiskra Havl. Brod        |
| 96 kg     | Artur Omarov      | Czech Wrestling Chomutov |
| 120 kg    | David Vála        | PSK Olymp Praha          |

### 2014
Mistrovství se konalo v Chomutově.
| Kategorie | Vítěz             | Oddíl                    |
| --------- | ----------------- | ------------------------ |
| 59 kg     | Libor Milichovský | Jiskra Havl. Brod        |
| 66 kg     | Filip Dubský      | Sokol Plzeň I            |
| 71 kg     | Tomáš Sobecký     | PSK Olymp Praha          |
| 75 kg     | Karel Hanák       | PSK Olymp Praha          |
| 80 kg     | Petr Novák        | Jiskra Havl. Brod        |
| 85 kg     | Petr Bartoněk     | Sokol Olomouc            |
| 98 kg     | Artur Omarov      | Czech Wrestling Chomutov |
| 120 kg    | Andreas Hadwiger  | Jiskra Havl. Brod        |

### 2015
Mistrovství se konalo v Chomutově.
| Kategorie | Vítěz             | Oddíl                    |
| --------- | ----------------- | ------------------------ |
| 59 kg     | Libor Milichovský | Jiskra Havl. Brod        |
| 66 kg     | Matouš Morbitzer  | Lokomotiva Krnov         |
| 71 kg     | Filip Dubský      | Sokol Plzeň I            |
| 75 kg     | Tomáš Sobecký     | PSK Olymp Praha          |
| 80 kg     | Pavel Powada      | TŽ Třinec                |
| 85 kg     | Luděk Konvičný    | Czech Wrestling Chomutov |
| 98 kg     | Artur Omarov      | Czech Wrestling Chomutov |
| 130 kg    | Vojtěch Kukla     | Czech Wrestling Chomutov |

### 2016
Mistrovství se konalo na Kladně.
| Kategorie | Vítěz             | Oddíl                    |
| --------- | ----------------- | ------------------------ |
| 59 kg     | Libor Milichovský | Jiskra Havl. Brod        |
| 66 kg     | Michal Hauser     | Jiskra Havl. Brod        |
| 71 kg     | Michal Novák      | Jiskra Havl. Brod        |
| 75 kg     | Jan Chalupský     | Jiskra Havl. Brod        |
| 80 kg     |                   |                          |
| 85 kg     | Štěpán Toman      | Czech Wrestling Chomutov |
| 98 kg     | Artur Omarov      | Czech Wrestling Chomutov |
| 130 kg    | David Štěpán      | PSK Olymp Praha          |

### 2017
Mistrovství se konalo v Chomutově.
| Kategorie | Vítěz          | Oddíl                    |
| --------- | -------------- | ------------------------ |
| 59 kg     | Petr Zachariáš | Jiskra Havl. Brod        |
| 66 kg     | Michal Hauser  | Jiskra Havl. Brod        |
| 71 kg     | Jan Žižka      | PSK Olymp Praha          |
| 75 kg     | Oldřich Varga  | Jiskra Havl. Brod        |
| 80 kg     | Petr Novák     | Jiskra Havl. Brod        |
| 85 kg     | Luděk Konvičný | Czech Wrestling Chomutov |
| 98 kg     | Dominik Dobeš  | Sokol Hodonín            |
| 130 kg    | Štěpán David   | PSK Olymp Praha          |

### 2018
Mistrovství se konalo v Ostravě.
| Kategorie | Vítěz             | Oddíl                    |
| --------- | ----------------- | ------------------------ |
| 55 kg     | Ondřej Todt       | Sokol Hodonín            |
| 60 kg     | Josef Hejda       | Sokol Moravská Ostrava   |
| 63 kg     | Libor Milichovský | Jiskra Havl. Brod        |
| 67 kg     | Michal Hauser     | Jiskra Havl. Brod        |
| 72 kg     | Filip Dubský      | PSK Olymp Praha          |
| 77 kg     | Dan Varga         | PSK Olymp Praha          |
| 82 kg     | Luboš Horníček    | Lokomotiva Krnov         |
| 87 kg     | Jezdinsky Pavel   | SO Zápas Teplice         |
| 97 kg     | Štěpán Toman      | Czech Wrestling Chomutov |
| 130 kg    | Petr Bystroň      | Sokol Moravská Ostrava   |

### 2019
Mistrovství se konalo v Praze.
| Kategorie | Vítěz             | Oddíl                    |
| --------- | ----------------- | ------------------------ |
| 55 kg     | Ondřej Todt       | Sokol Hodonín            |
| 60 kg     | Libor Milichovský | Jiskra Havl. Brod        |
| 63 kg     | Jakub Supík       | TŽ Třinec                |
| 67 kg     | Michal Hauser     | Jiskra Havl. Brod        |
| 72 kg     | Gadžimurad Pačuta | PSK Olymp Praha          |
| 77 kg     | Jakub Bielesz     | Czech Wrestling Chomutov |
| 82 kg     | Oldřich Varga     | Jiskra Havl. Brod        |
| 87 kg     | Martin Herman     | TŽ Třinec                |
| 97 kg     | Artur Omarov      | Czech Wrestling Chomutov |
| 130 kg    | Štěpán David      | PSK Olymp Praha          |

## Volný styl muži

### 1993
Mistrovství se konalo v Chomutově.
| Kategorie | Vítěz          | Oddíl             |
| --------- | -------------- | ----------------- |
| 48 kg     | Roman Karger   | TAK Hellas Brno   |
| 52 kg     | Jan Mlejnek    | Glavunion Teplice |
| 57 kg     | Štefan Kovač   | PSK Olymp Praha   |
| 62 kg     | Martin Kantor  | PSK Olymp Praha   |
| 68 kg     | Tomáš Tobola   | PSK Olymp Praha   |
| 74 kg     | Miroslav Válka | PSK Olymp Praha   |
| 82 kg     | Pavel Frinta   | PSK Olymp Praha   |
| 90 kg     | Jiří Pikeš     | PSK Olymp Praha   |
| 100 kg    | Roman Piskoř   | PSK Olymp Praha   |
| 130 kg    | Juraj Štěch    | PSK Olymp Praha   |

### 1994
Mistrovství se konalo v Ostravě
| Kategorie | Vítěz            | Oddíl               |
| --------- | ---------------- | ------------------- |
| 48 kg     | neobsazeno       |                     |
| 52 kg     | Ladislav Březina | ASK Valzap Chomutov |
| 57 kg     | Patrik Feri      | PSK Olymp Praha     |
| 62 kg     | Luděk Burian     | PSK Olymp Praha     |
| 68 kg     | Tomáš Tobola     | PSK Olymp Praha     |
| 74 kg     | Jiří Zelinka     | TAK Hellas Brno     |
| 82 kg     | Pavel Frinta     | Domino Praha        |
| 90 kg     | Marek Švec       | PSK Olymp Praha     |
| 100 kg    | Zdeněk Kocman    | ASK Valzap Chomutov |
| 130 kg    | Juraj Štěch      | PSK Olymp Praha     |

### 1995
Mistrovství se konalo v Chomutově.
| Kategorie | Vítěz               | Oddíl               |
| --------- | ------------------- | ------------------- |
| 48 kg     | Marek Choleva       | SSK Vítkovice       |
| 52 kg     | Josef Hejda         | Baník Ostrava OKD   |
| 57 kg     | Luděk Burian        | PSK Olymp Praha     |
| 62 kg     | Sergej Chomutovskij | ASK Valzap Chomutov |
| 68 kg     | Tomáš Tobola        | Domino Praha        |
| 74 kg     | Jiří Zelinka        | TAK Hellas Brno     |
| 82 kg     | Miroslav Válka      | PSK Olymp Praha     |
| 90 kg     | Marek Švec          | Domino Praha        |
| 100 kg    | Jan Třešňák         | PSK Olymp Praha     |
| 130 kg    | Zdeněk Kocman       | ASK Valzap Chomutov |

### 1996
Mistrovství se konalo v Krmelíně.
| Kategorie | Vítěz          | Oddíl               |
| --------- | -------------- | ------------------- |
| 52 kg     | Josef Hejda    | Baník Ostrava OKD   |
| 57 kg     | Luděk Burian   | PSK Olymp Praha     |
| 62 kg     | Roman Kovačík  | SSK Vítkovice       |
| 68 kg     | Tomáš Tobola   | Domino Praha        |
| 74 kg     | Jiří Zelinka   | TAK Hellas Brno     |
| 82 kg     | Miroslav Válka | PSK Olymp Praha     |
| 90 kg     | Tomáš Vobořil  | PSK Olymp Praha     |
| 100 kg    | Dan Karabin    | PSK Olymp Praha     |
| 130 kg    | Zdeněk Kocman  | ASK Valzap Chomutov |

### 1997
Mistrovství se konalo v Chomutově.
| Kategorie | Vítěz         | Oddíl                   |
| --------- | ------------- | ----------------------- |
| 52 kg     | Josef Hejda   | Baník Ostrava OKD       |
| 57 kg     | Radek Hemelík | Glaverbel Czech Teplice |
| 62 kg     | Roman Kovačík | SSK Vítkovice           |
| 68 kg     | Tomáš Tobola  | Domino Praha            |
| 76 kg     | Jiří Žák      | Supratrade Praha        |
| 85 kg     | Tomáš Vobořil | PSK Olymp Praha         |
| 97 kg     | Dan Karabin   | PSK Olymp Praha         |
| 130 kg    | David Vála    | PSK Olymp Praha         |

### 1998
Mistrovství se konalo v Chomutově.
| Kategorie | Vítěz            | Oddíl                |
| --------- | ---------------- | -------------------- |
| 54 kg     | Marian Slončík   | SSK Vítkovice        |
| 58 kg     | Luděk Burian     | PSK Olymp Praha      |
| 63 kg     | Karel Mann       | Sokol Hostivař       |
| 68 kg     | Tomáš Tobola     | Sokol Hostivař       |
| 76 kg     | Davlet Absalamov | Baník Nelson Ostrava |
| 85 kg     | Rudolf Vobořil   | PSK Olymp Praha      |
| 97 kg     | Dan Karabin      | PSK Olymp Praha      |
| 130 kg    | David Vála       | PSK Olymp Praha      |

### 1999
Mistrovství se konalo v Plzni.
| Kategorie | Vítěz          | Oddíl                   |
| --------- | -------------- | ----------------------- |
| 54 kg     | Petr Pergler   | Glaverbel Czech Teplice |
| 58 kg     | Luděk Burian   | PSK Olymp Praha         |
| 63 kg     | Roman Kovačík  | SSK Vítkovice           |
| 69 kg     | Tomáš Tobola   | PSK Olymp Praha         |
| 76 kg     | Jiří Žák       | Supratrade Praha        |
| 85 kg     | Rudolf Vobořil | PSK Olymp Praha         |
| 97 kg     | Dan Karabin    | PSK Olymp Praha         |
| 130 kg    | Jan Třešňák    | PSK Olymp Praha         |

### 2000
Mistrovství se konalo v Praze.
| Kategorie | Vítěz          | Oddíl                     |
| --------- | -------------- | ------------------------- |
| 54 kg     | Petr Pergler   | Glaverbel Czech Teplice   |
| 58 kg     | Luděk Burian   | PSK Olymp Praha           |
| 63 kg     | Marian Slončík | SSK Vítkovice             |
| 69 kg     | Tomáš Tobola   | PSK Olymp Praha           |
| 76 kg     | Jiří Žák       | Supratrade Praha          |
| 85 kg     | Rudolf Vobořil | PSK Olymp Praha           |
| 97 kg     | Jan Třešňák    | PSK Olymp Praha           |
| 130 kg    | Petr Bystroň   | Sokol Moravská Ostrava II |

### 2001
Mistrovství se konalo v Hradci Králové.
| Kategorie | Vítěz          | Oddíl                     |
| --------- | -------------- | ------------------------- |
| 54 kg     | Petr Pergler   | Glaverbel Czech Teplice   |
| 58 kg     | Marian Slončík | SSK Vítkovice             |
| 63 kg     | Luděk Burian   | PSK Olymp Praha           |
| 69 kg     | Jan Štěrba     | Sokol Hr. Králové         |
| 76 kg     | Jiří Kožíšek   | Sokol I Plzeň             |
| 85 kg     | Rudolf Vobořil | PSK Olymp Praha           |
| 97 kg     | Petr Bystroň   | Sokol Moravská Ostrava II |
| 130 kg    | Luděk Kolář    | Lokomotiva Plzeň          |

### 2002
Mistrovství se konalo v Ostravě.
| Kategorie | Vítěz            | Oddíl                     |
| --------- | ---------------- | ------------------------- |
| 55 kg     | Petr Pergler     | Glaverbel Czech Teplice   |
| 60 kg     | Radek Hemelík    | Glaverbel Czech Teplice   |
| 66 kg     | Luděk Burian     | PSK Olymp Praha           |
| 74 kg     | Pavel Jezdinský  | Glaverbel Czech Teplice   |
| 84 kg     | Davlet Absalamov | Sokol Moravská Ostrava II |
| 96 kg     | Petr Bystroň     | Sokol Moravská Ostrava II |
| 120 kg    | Jan Třešňák      | Glaverbel Czech Teplice   |

### 2003
Mistrovství se konalo v Liberci.
| Kategorie | Vítěz          | Oddíl               |
| --------- | -------------- | ------------------- |
| 55 kg     | Jan Šrámko     | TAK Hellas Brno     |
| 60 kg     | Marian Slončík | Sokol Vítkovice     |
| 66 kg     | Luděk Burian   | ASK Valzap Chomutov |
| 74 kg     | Michal Križan  | Sokol I Plzeň       |
| 84 kg     | Tomáš Vobořil  | PSK Olymp Praha     |
| 96 kg     | Filip Soukup   | Sokol I Plzeň       |
| 120 kg    | David Vála     | PSK Olymp Praha     |

### 2004
Mistrovství se konalo v Hradci Králové.
| Kategorie | Vítěz           | Oddíl                     |
| --------- | --------------- | ------------------------- |
| 55 kg     | Ondřej Zámečník | Slovan Hodonín            |
| 60 kg     | Radek Hemelík   | ASK Valzap Chomutov       |
| 66 kg     | Michal Baněk    | TAK Hellas Brno           |
| 74 kg     | Jiří Kožíšek    | Sokol I Plzeň             |
| 84 kg     | Pavel Jezdinský | Glaverbel Czech Teplice   |
| 96 kg     | Petr Bystroň    | Sokol Moravská Ostrava II |
| 120 kg    | Jan Třešňák     | Glaverbel Czech Teplice   |

### 2005
Mistrovství se konalo v Praze.
| Kategorie | Vítěz            | Oddíl                     |
| --------- | ---------------- | ------------------------- |
| 55 kg     | Jiří Milichovský | Jiskra Havl. Brod         |
| 60 kg     | Martin Hejný     | Sokol Borohrádek          |
| 66 kg     | Jan Szebista     | PSK Olymp Praha           |
| 74 kg     | Michal Križan    | Sokol I Plzeň             |
| 84 kg     | Pavel Jezdinský  | Glaverbel Czech Teplice   |
| 96 kg     | Petr Bystroň     | Sokol Moravská Ostrava II |
| 120 kg    | Jan Třešňák      | Glaverbel Czech Teplice   |

### 2006
Mistrovství se konalo v Teplicích.
| Kategorie | Vítěz           | Oddíl                   |
| --------- | --------------- | ----------------------- |
| 55 kg     | Václav Hejčík   | OP Prostějov            |
| 60 kg     | Marian Slončík  | Sokol Vítkovice         |
| 66 kg     | Sergej Aksimov  | Sokol Vítkovice         |
| 74 kg     | Ivan Plop       | K.A. Smíchov            |
| 84 kg     | Václav Laštovka | Glaverbel Czech Teplice |
| 96 kg     | Viktor Púčala   | Jiskra Havl. Brod       |
| 120 kg    | Jan Třešňák     | Glaverbel Czech Teplice |

### 2007
Mistrovství se konalo v Hradci Králové.
| Kategorie | Vítěz             | Oddíl                     |
| --------- | ----------------- | ------------------------- |
| 55 kg     | Martin Šulc       | Sokol Hradec Králové      |
| 60 kg     | Sargis Aghababyan | SK Jihlava                |
| 66 kg     | Sergej Aksimov    | Sokol Vítkovice           |
| 74 kg     | Ivan Plop         | K.A. Smíchov              |
| 84 kg     | Michal Križan     | Sokol I Plzeň             |
| 96 kg     | Petr Bystroň      | Sokol Moravská Ostrava II |
| 120 kg    | Jan Třešňák       | Glaverbel Czech Teplice   |

### 2008
Mistrovství se konalo ve Vítkovicích.
| Kategorie | Vítěz            | Oddíl                     |
| --------- | ---------------- | ------------------------- |
| 55 kg     | Jan Stapaj       | Sokol Vítkovice           |
| 60 kg     | Jan Vejsada      | KZ Bohemians Praha        |
| 66 kg     | Sergej Aksimov   | Sokol Vítkovice           |
| 74 kg     | Michal Prukner   | TAK Hellas Brno           |
| 84 kg     | Vratislav Chotaš | Sokol Vítkovice           |
| 96 kg     | Daniel Havlík    | Sokol Moravská Ostrava II |
| 120 kg    | Petr Bystroň     | Sokol Moravská Ostrava II |

### 2009
Mistrovství se konalo v Ostravě.
| Kategorie | Vítěz            | Oddíl                     |
| --------- | ---------------- | ------------------------- |
| 55 kg     | Josef Počarovský | Sokol Moravská Ostrava II |
| 60 kg     | Jiří Milichovský | Jiskra Havl. Brod         |
| 66 kg     | Michal Bača      | TŽ Třinec                 |
| 74 kg     | Jan Szebista     | TJ Třebíč                 |
| 84 kg     | Michal Šimko     | TAK Hellas Brno           |
| 96 kg     | Vratislav Chotaš | Sokol Vítkovice           |
| 120 kg    | Jan Třešňák      | Glaverbel Czech Teplice   |

### 2010
Mistrovství se konalo v Praze.
| Kategorie | Vítěz            | Oddíl              |
| --------- | ---------------- | ------------------ |
| 55 kg     | Jan Stapaj       | Sokol Vítkovice    |
| 60 kg     | Jan Vejsada      | KZ Bohemians Praha |
| 66 kg     | Jan Žižka        | PSK Olymp Praha    |
| 74 kg     | Ivan Plop        | K.A. Smíchov       |
| 84 kg     | Tomáš Zezulák    | Sokol Vítkovice    |
| 96 kg     | Vratislav Chotaš | Sokol Vítkovice    |
| 120 kg    | David Vála       | PSK Olymp Praha    |

### 2011
Mistrovství se konalo v Hradci Králové.
| Kategorie | Vítěz                | Oddíl                   |
| --------- | -------------------- | ----------------------- |
| 55 kg     | Daniel Belousov      | PSK Olymp Praha         |
| 60 kg     | Petr Neuman          | Glaverbel Czech Teplice |
| 66 kg     | Artem Myroshnychenko | TAK Hellas Brno         |
| 74 kg     | Gurgen Baghdasaryan  | TAK Hellas Brno         |
| 84 kg     | Michal Prukner       | TAK Hellas Brno         |
| 96 kg     | Vratislav Chotaš     | Sokol Vítkovice         |
| 120 kg    | David Švéda          | TAK Hellas Brno         |

### 2012
Mistrovství se konalo ve Vítkovicích.
| Kategorie | Vítěz               | Oddíl                   |
| --------- | ------------------- | ----------------------- |
| 55 kg     | neobsazeno          |                         |
| 60 kg     | Petr Neuman         | Glaverbel Czech Teplice |
| 66 kg     | Adam Akaev          | Sokol Hradec Králové    |
| 74 kg     | Gurgen Baghdasaryan | TAK Hellas Brno         |
| 84 kg     | Michal Prukner      | TAK Hellas Brno         |
| 96 kg     | Vratislav Chotaš    | Sokol Vítkovice         |
| 120 kg    | David Švéda         | TAK Hellas Brno         |

### 2013
Mistrovství se konalo v Hradci Králové.
| Kategorie | Vítěz            | Oddíl              |
| --------- | ---------------- | ------------------ |
| 55 kg     | Jan Stapaj       | Sokol Vítkovice    |
| 60 kg     | Ivan Šimek       | Slavoj Plzeň       |
| 66 kg     | Jan Babinec      | KZ Bohemians Praha |
| 74 kg     | Tomáš Jedlička   | K.A. Smíchov       |
| 84 kg     | Štefan Szebista  | TJ Třebíč          |
| 96 kg     | Vratislav Chotaš | Sokol Vítkovice    |
| 120 kg    | David Švéda      | TAK Hellas Brno    |

### 2014
Mistrovství se konalo v Brně.
| Kategorie | Vítěz               | Oddíl           |
| --------- | ------------------- | --------------- |
| 57 kg     | Amin Islamly        | KA Smíchov      |
| 61 kg     | Petr Klikoš         | Sokol Plzeň     |
| 65 kg     | Bashir Gadaborshev  | TAK Hellas Brno |
| 70 kg     | Marek Barva         | Sokol Vítkovice |
| 74 kg     | Gurgen Baghdasaryan | TAK Hellas Brno |
| 86 kg     | Jan Szebista        | TJ Třebíč       |
| 97 kg     | Vratislav Chotaš    | Sokol Vítkovice |
| 125 kg    | David Švéda         | TAK Hellas Brno |

### 2015
Mistrovství se konalo v Hradci Králové.
| Kategorie | Vítěz               | Oddíl                |
| --------- | ------------------- | -------------------- |
| 57 kg     | Tomáš Klůs          | Sokol Plzeň          |
| 61 kg     | Petr Honsa          | Sokol Vyšehrad       |
| 65 kg     | Štěpán Šmejkal      | Sokol Vyšehrad       |
| 70 kg     | Marek Barva         | Sokol Vítkovice      |
| 74 kg     | Gurgen Baghdasaryan | TAK Hellas Brno      |
| 86 kg     | Štefan Szebista     | TJ Třebíč            |
| 97 kg     | Vratislav Chotaš    | Sokol Vítkovice      |
| 125 kg    | Marek Brož          | Sokol Hradec Králové |

### 2016
Mistrovství se konalo v Ostravě.
| Kategorie | Vítěz               | Oddíl              |
| --------- | ------------------- | ------------------ |
| 57 kg     | Tomáš Klůs          | Sokol Plzeň        |
| 61 kg     | Petr Honsa          | Sokol Vyšehrad     |
| 65 kg     | David Tomiczek      | TŽ Třinec          |
| 70 kg     | Aren Mehrabyan      | KZ Bohemians Praha |
| 74 kg     | Gurgen Baghdasaryan | TAK Hellas Brno    |
| 86 kg     | Andrej Kalašnik     | TAK Hellas Brno    |
| 97 kg     | Vratislav Chotaš    | Sokol Vítkovice    |
| 125 kg    | David Švéda         | TAK Hellas Brno    |

### 2017
Mistrovství se konalo v Hradci Králové.
| Kategorie | Vítěz              | Oddíl                  |
| --------- | ------------------ | ---------------------- |
| 57 kg     | Tomáš Klůs         | Sokol Plzeň            |
| 61 kg     | neobsazeno         |                        |
| 65 kg     | Petr Honsa         | Sokol Vyšehrad         |
| 70 kg     | Štěpán Šmejkal     | Sokol Vyšehrad         |
| 74 kg     | Igor Kolodka       | PSK Olymp Praha        |
| 86 kg     | Gurgen Bahdasaryan | TAK Hellas Brno        |
| 97 kg     | Tomáš Tobola       | Sokol Hnidousy-Motyčín |
| 125 kg    | David Švéda        | TAK Hellas Brno        |

### 2018
Mistrovství se konalo v Ostravě.
| Kategorie | Vítěz            | Oddíl                |
| --------- | ---------------- | -------------------- |
| 57 kg     | Ondřej Todt      | Sokol Hodonín        |
| 61 kg     | Mike Juřík       | Sokol Vyšehrad       |
| 65 kg     | David Kopřiva    | Sokol Vítkovice      |
| 70 kg     | David Tomiczek   | TŽ Třinec            |
| 74 kg     | Tomáš Jedlička   | KA Smíchov           |
| 79 kg     | Alois Hanzlíček  | TAK Hellas Brno      |
| 86 kg     | Vojtěch Piskoř   | Sokol Vítkovice      |
| 92 kg     | Marek Brož       | Sokol Hradec Králové |
| 97 kg     | Vratislav Chotaš | Sokol Vítkovice      |
| 125 kg    | David Švéda      | TAK Hellas Brno      |

### 2019
Mistrovství se konalo v Praze.
| Kategorie | Vítěz            | Oddíl              |
| --------- | ---------------- | ------------------ |
| 57 kg     | Ondřej Todt      | Sokol Hodonín      |
| 61 kg     | Nodir Akramov    | KA Smíchov         |
| 65 kg     | David Kopřiva    | Sokol Vítkovice    |
| 70 kg     | Tomáš Jedlička   | KA Smíchov         |
| 74 kg     | Tomáš Kott       | KZ Bohemians Praha |
| 79 kg     | Jan Žižka        | PSK Olymp Praha    |
| 86 kg     | Vojtěch Piskoř   | Sokol Vítkovice    |
| 92 kg     | Matouš Vondál    | Sokol Vítkovice    |
| 97 kg     | Vratislav Chotaš | Sokol Vítkovice    |
| 125 kg    | David Švéda      | TAK Hellas Brno    |

## Volný styl ženy

### 1998
Mistrovství se konalo ve Varnsdorfu.
| Kategorie | Vítěz            | Oddíl               |
| --------- | ---------------- | ------------------- |
| 46 kg     | Dana Durecová    | Sokol Varnsdorf     |
| 51 kg     | Olga Orlovská    | ASK Valzap Chomutov |
| 56 kg     | Jitka Novotná    | PSK Olymp Praha     |
| 62 kg     | Dagmar Skácelová | TAK Hellas Brno     |
| 68 kg     | Petra Pradeová   | Spartak Chrastava   |
| 75 kg     | Hana Pancová     | PSK Olymp Praha     |

### 2002
Mistrovství se konalo v Brně.
| Kategorie | Vítěz               | Oddíl                  |
| --------- | ------------------- | ---------------------- |
| 48 kg     | Olga Orlovská       | PSK Olymp Praha        |
| 51 kg     | Veronika Balcarová  | Lokomotiva Krnov       |
| 55 kg     | Andrea Friedrichová | TAK Hellas Brno        |
| 59 kg     | Iveta Šromovská     | TAK Hellas Brno        |
| 63 kg     | Jitka Novotná       | Sokol Hnidousy-Motyčín |
| 67 kg     | Petra Pradeová      | Spartak Chrastava      |
| 72 kg     | Kateřina Halová     | PSK Olymp Praha        |

### 2003
Mistrovství se konalo v Borohrádku.
| Kategorie | Vítěz               | Oddíl               |
| --------- | ------------------- | ------------------- |
| 48 kg     | Martina Zákravská   | Sokol Hr. Králové   |
| 51 kg     | Olga Orlovská       | PSK Olymp Praha     |
| 55 kg     | Andrea Friedrichová | TAK Hellas Brno     |
| 59 kg     | Denisa Cyroňová     | Sokol Vítkovice     |
| 63 kg     | Martina Zyklová     | ASK VALZAP Chomutov |
| 67 kg     | Eva Skácelová       | TAK Hellas Brno     |
| 72 kg     | Kateřina Halová     | PSK Olymp Praha     |

### 2004
Mistrovství se konalo v Kladně.
| Kategorie | Vítěz               | Oddíl               |
| --------- | ------------------- | ------------------- |
| 48 kg     | Martina Zákravská   | Sokol Hr. Králové   |
| 51 kg     | Olga Orlovská       | Sokol Hnidousy      |
| 55 kg     | Šárka Andrlová      | ASK VALZAP Chomutov |
| 59 kg     | Andrea Friedrichová | TAK Hellas Brno     |
| 63 kg     | neobsazeno          |                     |
| 67 kg     | Michala Křížková    | PSK Olymp Praha     |
| 72 kg     | Petra Pradeová      | Spartak Chrastava   |

### 2005
Mistrovství se konalo v Brně.
| Kategorie | Vítěz               | Oddíl                  |
| --------- | ------------------- | ---------------------- |
| 48 kg     | Jana Bezvodová      | Sokol Hr. Králové      |
| 51 kg     | Lenka Martináková   | TAK Hellas Brno        |
| 55 kg     | Šárka Andrlová      | ASK VALZAP Chomutov    |
| 59 kg     | Jitka Novotná       | Sokol Hnidousy-Motyčín |
| 63 kg     | Andrea Friedrichová | TAK Hellas Brno        |
| 67 kg     | Michala Křížková    | PSK Olymp Praha        |
| 72 kg     | Nina Sklenková      | ASK VALZAP Chomutov    |

### 2006
Mistrovství se konalo v Brně.
| Kategorie | Vítěz             | Oddíl               |
| --------- | ----------------- | ------------------- |
| 48 kg     | Martina Dašková   | Sokol Hr. Králové   |
| 51 kg     | Kateřina Kůtová   | Spartak Chrastava   |
| 55 kg     | Lenka Martináková | TAK Hellas Brno     |
| 59 kg     | Šárka Andrlová    | ASK VALZAP Chomutov |
| 63 kg     | Martina Zyklová   | PSK Olymp Praha     |
| 67 kg     | Michala Křížková  | PSK Olymp Praha     |
| 72 kg     | Nina Sklenková    | PSK Olymp Praha     |

### 2007
Mistrovství se konalo v Praze.
| Kategorie | Vítěz             | Oddíl                  |
| --------- | ----------------- | ---------------------- |
| 48 kg     | neobsazeno        |                        |
| 51 kg     | Martina Dašková   | Sokol Hr. Králové      |
| 55 kg     | Šárka Andrlová    | PSK Olymp Praha        |
| 59 kg     | Lenka Martináková | TAK Hellas Brno        |
| 63 kg     | Martina Zyklová   | PSK Olymp Praha        |
| 67 kg     | Lucie Hubičková   | Sokol Hnidousy-Motyčín |
| 72 kg     | Nina Sklenková    | PSK Olymp Praha        |

### 2008
Mistrovství se konalo v Hradci Králové.
| Kategorie | Vítěz              | Oddíl                  |
| --------- | ------------------ | ---------------------- |
| 48 kg     | Veronika Pinkasová | Sokol Hnidousy-Motyčín |
| 51 kg     | Kateřina Kůtová    | Spartak Chrastava      |
| 55 kg     | Petra Illeová      | TAK Hellas Brno        |
| 59 kg     | neobsazeno         |                        |
| 63 kg     | Nikola Roulichová  | Sokol Hnidousy-Motyčín |
| 67 kg     | Michala Spoustová  | PSK Olymp Praha        |
| 72 kg     | Lucie Hubičková    | Sokol Hnidousy-Motyčín |

### 2009
Mistrovství se konalo v Jihlavě.
| Kategorie | Vítěz                 | Oddíl                  |
| --------- | --------------------- | ---------------------- |
| 48 kg     | Kateřina Kůtová       | Spartak Chrastava      |
| 51 kg     | Petra Illeová         | TAK Hellas Brno        |
| 55 kg     | Lenka Martináková     | TAK Hellas Brno        |
| 59 kg     | Nikola Roulichová     | Sokol Hnidousy-Motyčín |
| 63 kg     | Barbora Kratochvílová | SK Jihlava             |
| 67 kg     | Martina Zyklová       | PSK Olymp Praha        |
| 72 kg     | Anna Chejnovská       | Sokol Hr. Králové      |

### 2010
Mistrovství se konalo v Praze.
| Kategorie | Vítěz             | Oddíl                  |
| --------- | ----------------- | ---------------------- |
| 48 kg     | Kateřina Kůtová   | Spartak Chrastava      |
| 51 kg     | Pavla Bělíková    | SK Jihlava             |
| 55 kg     | Nikola Roulichová | Sokol Hnidousy-Motyčín |
| 59 kg     | Petra Illeová     | TAK Hellas Brno        |
| 63 kg     | Šárka Sehnoutková | Spartak Chrastava      |
| 67 kg     | Martina Lhotková  | Sokol Hnidousy-Motyčín |
| 72 kg     | Michala Spoustová | Klášterec n. O.        |

### 2011
Mistrovství se konalo v Hradci Králové.
| Kategorie | Vítěz            | Oddíl                  |
| --------- | ---------------- | ---------------------- |
| 48 kg     | neobsazeno       |                        |
| 51 kg     | Kateřina Kůtová  | Spartak Chrastava      |
| 55 kg     | Kristýna Pitrová | TAK Hellas Brno        |
| 59 kg     | neobsazeno       |                        |
| 63 kg     | Petra Skalická   | TAK Hellas Brno        |
| 67 kg     | Petra Maňásková  | Sokol Hr. Králové      |
| 72 kg     | Lucie Hubičková  | Sokol Hnidousy-Motyčín |

### 2012
Mistrovství se konalo v Ostravě.
| Kategorie | Vítěz             | Oddíl                  |
| --------- | ----------------- | ---------------------- |
| 44 kg     | neobsazeno        |                        |
| 48 kg     | neobsazeno        |                        |
| 51 kg     | neobsazeno        |                        |
| 55 kg     | Kristýna Pitrová  | TAK Hellas Brno        |
| 59 kg     | Lenka Martináková | TAK Hellas Brno        |
| 63 kg     | Nikola Roulichová | Sokol Hnidousy-Motyčín |
| 67 kg     | Lucie Pudilová    | PSK Olymp Praha        |
| 72 kg     | neobsazeno        |                        |
| 80 kg     | Lucie Hubičková   | Sokol Hnidousy-Motyčín |

### 2013
Mistrovství se konalo v Hradci Králové.
| Kategorie | Vítěz             | Oddíl                  |
| --------- | ----------------- | ---------------------- |
| 44 kg     | Martina Bobáňová  | SK Jihlava             |
| 48 kg     | neobsazeno        |                        |
| 51 kg     | Martina Dašková   | Slavia Hradec Králové  |
| 55 kg     | Šárka Čedroňová   | Sokol Hnidousy-Motyčín |
| 59 kg     | Lenka Martináková | TAK Hellas Brno        |
| 63 kg     | Petra Skalická    | TAK Hellas Brno        |
| 67 kg     | Adéla Hanzlíčková | TAK Hellas Brno        |
| 72 kg     | neobsazeno        |                        |
| 80 kg     | Lucie Hubičková   | Sokol Hnidousy-Motyčín |

### 2014
Mistrovství se konalo v Brně.
| Kategorie | Vítěz              | Oddíl                  |
| --------- | ------------------ | ---------------------- |
| 48 kg     | Veronika Pinkasová | Sokol Hnidousy-Motyčín |
| 53 kg     | Martina Dašková    | Sokol Hradec Králové   |
| 55 kg     | Šárka Čedroňová    | Sokol Hnidousy-Motyčín |
| 58 kg     | Jana Bezvodová     | Sokol Hradec Králové   |
| 63 kg     | neobsazeno         |                        |
| 69 kg     | Adéla Hanzlíčková  | TAK Hellas Brno        |
| 75 kg     | Lucie Hubičková    | Sokol Hnidousy-Motyčín |
| 80 kg     | neobsazeno         |                        |

### 2015
Mistrovství se konalo v Hradci Králové.
| Kategorie | Vítěz             | Oddíl                  |
| --------- | ----------------- | ---------------------- |
| 48 kg     | Martina Dašková   | Sokol Hradec Králové   |
| 53 kg     | neobsazeno        |                        |
| 55 kg     | Nikola Roulichová | Sokol Hnidousy-Motyčín |
| 58 kg     | Šárka Čedroňová   | Sokol Hnidousy-Motyčín |
| 60 kg     | Lenka Martináková | TAK Hellas Brno        |
| 63 kg     | Petra Skalická    | TAK Hellas Brno        |
| 69 kg     | Adéla Hanzlíčková | TAK Hellas Brno        |
| 75 kg     | neobsazeno        |                        |
| 80 kg     | Lucie Hubičková   | Sokol Hnidousy-Motyčín |

### 2016
Mistrovství se konalo v Ostravě.
| Kategorie | Vítěz             | Oddíl                |
| --------- | ----------------- | -------------------- |
| 48 kg     | neobsazeno        |                      |
| 53 kg     | Martina Dašková   | Sokol Hradec Králové |
| 55 kg     | neobsazeno        |                      |
| 58 kg     | neobsazeno        |                      |
| 60 kg     | Lenka Martináková | TAK Hellas Brno      |
| 63 kg     | Andrea Kubíková   | Sokol Hodonín        |
| 69 kg     | Adéla Hanzlíčková | TAK Hellas Brno      |
| 75 kg     | neobsazeno        |                      |
| 80 kg     | neobsazeno        |                      |

### 2017
Mistrovství se konalo v Hradci Králové.
| Kategorie | Vítěz              | Oddíl                  |
| --------- | ------------------ | ---------------------- |
| 48 kg     | Veronika Pinkasová | Sokol Hnidousy Motyčín |
| 53 kg     | Martina Dašková    | Sokol Hradec Králové   |
| 55 kg     | neobsazeno         |                        |
| 58 kg     | Lenka Hocková      | TAK Hellas Brno        |
| 60 kg     | Yvette Dohnalová   | Sokol Vítkovice        |
| 63 kg     | neobsazeno         |                        |
| 69 kg     | Adéla Hanzlíčková  | TAK Hellas Brno        |
| 75 kg     | Lenka Foltýnová    | Sokol Moravská Ostrava |
| 80 kg     | neobsazeno         |                        |

### 2018
Mistrovství se konalo v Ostravě.
| Kategorie | Vítěz               | Oddíl                  |
| --------- | ------------------- | ---------------------- |
| 50 kg     | Veronika Pinkasová  | Sokol Hnidousy Motyčín |
| 53 kg     | Martina Dašková     | Sokol Hradec Králové   |
| 55 kg     | Kristýna Cafourková | PSK Olymp Praha        |
| 59 kg     | Lenka Hocková       | TAK Hellas Brno        |
| 62 kg     | Valerie Pragačová   | TAK Hellas Brno        |
| 65 kg     | Tereza Konopíková   | Sokol Holýšov          |
| 68 kg     | Petra Skalická      | TAK Hellas Brno        |
| 72 kg     | Adéla Hanzlíčková   | TAK Hellas Brno        |

### 2019
Mistrovství se konalo v Praze.
| Kategorie | Vítěz                | Oddíl                  |
| --------- | -------------------- | ---------------------- |
| 50 kg     | Veronika Pinkasová   | Sokol Hnidousy Motyčín |
| 53 kg     | Martina Dašková      | Sokol Hradec Králové   |
| 55 kg     | Vasilina Trukhmanová | PSK Olymp Praha        |
| 57 kg     | Lenka Hocková        | TAK Hellas Brno        |
| 62 kg     | Petra Skalická       | TAK Hellas Brno        |
| 65 kg     | neobsazeno           |                        |
| 68 kg     | Lucie Pudilová       | PSK Olymp Praha        |
| 72 kg     | Adéla Hanzlíčková    | TAK Hellas Brno        |